# Ольшанский, Григорий Николаевич
Григорий Николаевич Ольшанский (настоящая фамилия Евневич; 1850—1917) — русский прозаик, автор сатирических и сатирико-фантастических произведений.

## Биография
Родился в дворянской семье в Борзнянском уезде Черниговской губернии 5 (17) августа 1850 года. Окончил Вторую петербургскую военную гимназию (1867) и Михайловское артиллерийское училище (1870), после чего 32 года служил в армии (преимущественно в крепостной артиллерии) — в Киеве (1870—1872, 1892—1893), Перовске (1872—1873), Керчи (1876—1878, 1880—1881), Варшаве (1886—1891), Осовце (1892—1900).
Выйдя в отставку в 1902 году в чине полковника, занялся литературной деятельностью.
Скончался 13 (26) января 1917 года в Петрограде.

## Литературное творчество
С 1905 года регулярно печатал свои рассказы в журналах «Родина», «Знание и польза», «Всемирная новь», «Сборник русской и иностранной литературы», «Исторический вестник» и других.
Выпустил три сборника рассказов: «Фантастические рассказы» (1907), «Новые сказки для малых детей» (1907), «Откровенные речи в тридцать третьей Государственной думе» (1908).
Основную часть сочинений Ольшанского составляла сатира, в том числе сказки, написанные в духе М. Е. Салтыкова-Щедрина, и сатирическая фантастика, а обычный для него прием — сновидения героя. Взгляды автора консервативны. Главной мишенью его сатиры является «смута» 1905—1907 («так называемая революция», по его выражению) и её социально-политические последствия: выступления и забастовки, нарушавшие привычный ход жизни, «пустопорожняя болтовня» в Думе, «чрезмерная» свобода слова и печати и тому подобное. Причины бедствий России автор видит в засилье бюрократов, в утрате народом и интеллигенцией исконных идеалов, а также в еврейском засилье, с которым он призывает нещадно бороться. Его идеал — православная монархия, где «государь правит, а Дума советует», где все работают и живут на жалованье, занимаясь лишь своими прямыми обязанностями, а отнюдь не политикой, свобода же ограничивается «разумной строгостью». Произведения Ольшанского полны рассуждений и раздумий над человеческими судьбами и над тем, как сложно жить в мире противостояний.

### Публикации
- Ольшанский Г. Новые сказки для малых детей. — СПб.: Россия, 1907. — 138 с.
- Ольшанский Г. Фантастические рассказы. Независимая сатира. — СПб., 1907. — 228 с. (Содаржание: На Земле: Из записок марсианца; В астральном мире; Огарки; Инфлуэнца; День золотого века; Неудавшийся демонист; Богоспасаемый город.)
- Ольшанский Г. Женитьба чиновника Дядюши. (Из прошлой жизни Туркестана). Повесть // Караулов М. Ф. Всемирная императрица. — СПб.: Каспари

страниц=94, [1907].
- Ольшанский Г. Откровенные речи в тридцать третьей Государственной думе. Независимые сатиры. Предвосхитил Григорий Ольшанский. Заседание [1]—[2]. — СПб.: Товарищество художественной печати, 1908. — Т. 1—2. — 16+18 с.
- Ольшанский Г. Фантастические рассказы. — СПб.: Товарищество художественной печати, 1908. — 228 с.